# Костел Святого Антонія Падуанського (Косів)
Косте́л Костел Святого Антонія Падуанського в Косові — культова споруда, парафіяльний римо-католицький храм у селі Косів Тернопільської области України.

## Історія
У радянський період до Косова було приєднано хутір Хом'яківка, в якому в середині XIX століття збудовано костел. 
- 1854 — розпочала діяльність капеланія, яка обслуговувалася чортківськими домініканцями.
- 1846 — збудована каплиця-усипальниця родини Подлевських, а в 1854 році вона була перебудована коштом Подлевських на костел, який отримав титул Різдва Пресвятої Діви Марії. На парафії діяли молодіжні, жіночі товариства, Братство Ружанцове, Третій Закон (орден) св. Франциска[1].
- XIX ст. — капеланія стала парафією.
- 1891 — храм консекровано.
- 1894—1901, 1923—1925 — проведено реставрацію.
- 1937—1939 — зроблено ремонт вежі та всієї святині.
- 1961—1991 — храм закрито, у ньому облаштували колгоспний склад.
- 1940 році храм пограбували, зокрема в 1943 році німці забрали найбільший дзвін (220 кг), інші дзвони селяни заховали.
- 1945 — вікарій Мартин Невестюк еміґрував у Польщу і забрав із костелу дві монстранци, дзвіночок, десять підсвічників, три келихи, фенетрон, релікварій та інші речі (деякі срібні).
- 1950 — у плебанії розмістили школу.
- 1950-ті — костел відремонтували.

Збереглися два виготовлених у Чехії вітражі (1895), які фундувала Ванда-Марія Подлевська. Вірних та святиню обслуговують дієцезіальні священники парафії святих Апостолів Петра і Павла в Білобожниці.
Біля костелу є скульптури Богоматері й Антонія Падуанського; кам'яний мур і брама (1899). 